# Tiger II
Tiger II là tên thường gọi của một loại xe tăng hạng nặng Đức trong Thế chiến II. Tên định danh chính thức của Đức là Panzerkampfwagen Tiger Ausf. B , thường được gọi tắt là Tiger B, với tên định danh lưu trữ Sd.Kfz. 182. Nó cũng thường được biết đến với cái tên không chính thức Königstiger (tên tiếng Đức cho "hổ Bengal"), thường được người Mỹ dịch là King Tiger, và Anh Quốc là Royal Tiger.
Thiết kế theo cùng ý tưởng như Tiger I, nhưng được dự định để có tính năng cao hơn. Tiger II kết hợp giáp dày của Tiger I cùng với giáp nghiêng của Panther. Chiếc xe tăng nặng gần 70 tấn, là loại xe tăng nặng nhất trong thế chiến 2. Nó được bảo vệ bởi giáp phía trước dày 166|mm| và được trang bị pháo 8.8 cm Kampfwagenkanone 43 L/71. Nói cách khác, Tiger II chính là sự lai tạp giữa Panther và Tiger I để tạo ra vũ khí tối thượng.
Tuy nhiên, để có được vỏ giáp và hỏa lực tốt, Tiger II chịu chung nhược điểm với Tiger I: giá thành của xe rất đắt, không thể sản xuất số lượng lớn. Ngoài ra, xe quá nặng dẫn tới nhược điểm nghiêm trọng nhất của Tiger II: hệ thống động cơ và điều khiển cơ khí của xe vẫn giống như Panther (trong khi xe nặng hơn gấp rưỡi) dẫn tới quá tải, độ tin cậy thấp và thường xuyên bị hư hỏng. Khi Tiger II bị hỏng thì cũng rất khó sửa chữa trong điều kiện chiến trường do các loại xe kéo rất khó có thể kéo một loại xe nặng như vậy (Tiger I cũng gặp nhược điểm này, nhưng không nghiêm trọng đến mức như Tiger II). Xe cũng không thể đi qua những cây cầu ở châu Âu thời đó, nên cứ gặp sông ngòi là việc hành quân bị đình trệ. Những nhược điểm trong thực tế này khiến hiệu quả chiến đấu của Tiger II là không cao (dù tính năng trên bản vẽ là rất tốt), thường xuyên có những đơn vị thiết giáp Đức trang bị Tiger II bị mất quá nửa lực lượng do xe tự hư hỏng chứ không phải bị tiêu diệt bởi kẻ địch. Do hiệu quả chiến đấu so với chi phí bỏ ra quá thấp, có nhiều nhà sử học coi Tiger II thực chất chỉ là một sự lãng phí khổng lồ các nguồn tài nguyên của Đức (với cùng một mức giá, Đức có thể sản xuất 3 chiếc Panther với hiệu quả chiến đấu cao hơn nhiều, trong khi người Nga có thể sản xuất 10 chiếc T-34/85 hoặc 6 chiếc IS-2)
Thân tăng Tiger II là cơ sở cho loại phương tiện chống tăng không tháp pháo Jagdtiger.

## Phát triển
Việc phát triển một bản thiết kế xe tăng hạng nặng đã được đưa ra năm 1937; hợp đồng thiết kế ban đầu được trao cho Henschel. Một hợp đồng khác tiếp theo vào năm 1939, và được trao cho Porsche. Cả hai loạt nguyên mẫu đều sử dụng thiết kế tháp pháo từ Krupp; những khác biệt chính là thân vỏ, hệ truyền động, hệ thống treo và các đặc điểm máy móc.
Phiên bản Henschel sử dụng một thiết kế thân vỏ quy ước với giáp nghiêng giống với cấu hình của xe tăng Panther. Nó có động cơ đặt phía sau và dùng tám bánh xe thép-lốp chồng với lò xo phía trong mỗi bên, được lắp đặt trên các thanh xoắn ngang, theo cách tương tự với loại Tiger nguyên thủy. Tuy nhiên, để đơn giản hoá việc bảo dưỡng, các bánh xe theo kiểu chồng lên nhau chứ không phải kiểu chen như trên Tiger I.
Các thiết kế thân vỏ của Porsche gồm một tháp pháo lắp phía sau và một động cơ ở giữa. Hệ thống treo tương tự như trên chiếc Jagdpanzer Elefant. Nó có sáu bánh lăn mỗi phía được lắp thành giá kép treo với các thanh xoắn dọc ngắn ở giữa các cặp bánh; điều này giúp tiết kiệm không gian phía trong tạo thuận lợi cho việc bảo dưỡng. Một phiên bản Porsche có một hệ thống động cơ lai xăng-điện; hai chuỗi lái riêng biệt, mỗi chuỗi một phía xe, mỗi bên gồm một chuỗi lái lai; bánh răng lái xăng điện - phát điện - động cơ điện. Phương pháp động lực này đã được thử nghiệm trước đó trên chiếc Tiger (P) (các nguyên mẫu Elefant sau này) và trên một số thiết kế của Mỹ, nhưng chưa từng được đưa vào chế tạo. Hệ thống treo Porsche sau này được sử dụng trên một số phương tiện chống tăng Jagdtiger. Một đề xuất khác là việc sử dụng hệ thống lái thủy lực. Các thiết kế không chính thống của Tiến sĩ Porsche ít được ưa chuộng.

## Thiết kế

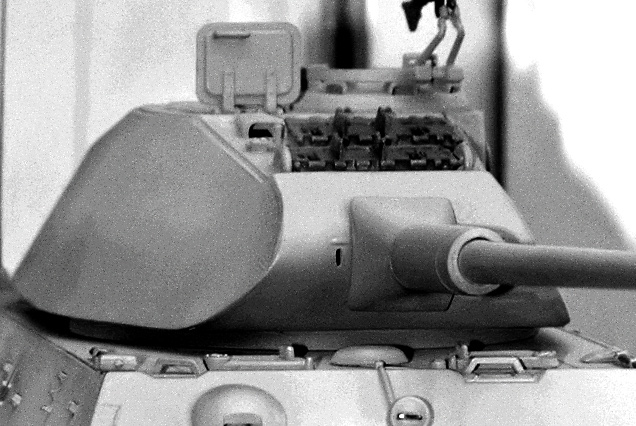
Một model thể hiện mặt trước cong thời kỳ đầu, được gọi là tháp pháo "Porsche".

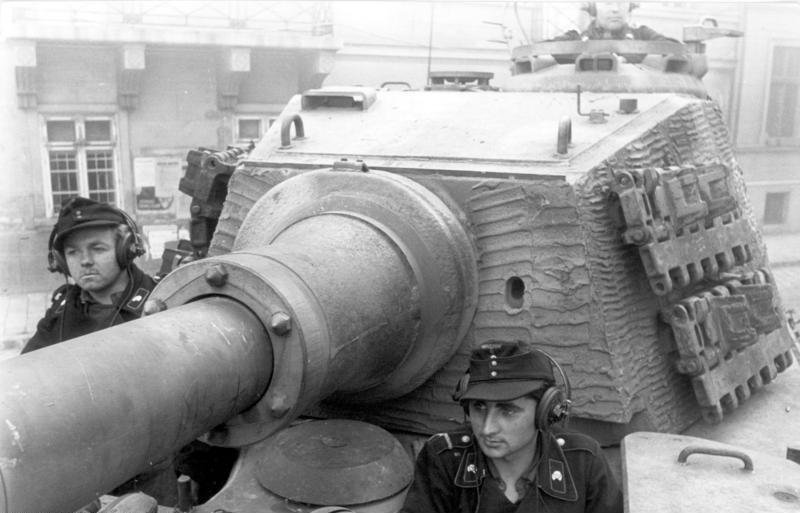
Một góc nhìn rõ về mặt góc trước của tháp pháo sản xuất "Henschel", được chụp trong Chiến dịch Panzerfaust tại Budapest, 15 tháng 10 năm 1944.

Henschel giành được hợp đồng, và tất cả những chiếc Tiger II đều được sản xuất bởi công ty này. Hai thiết kế tháp pháo được sử dụng trong sản xuất. Thiết kế ban đầu thỉnh thoảng bị gọi nhầm là tháp pháo "Porsche" bởi mọi người tin nó do Porsche thiết kế cho nguyên mẫu của họ; trên thực tế nó là thiết kế ban đầu của Krupp cho cả hai nguyên mẫu. Tháp pháo này có mặt trước tròn và hai bên có độ dốc lớn, với một chỗ phồng nghiêng rất khó chế tạo ở phía trái tháp pháo để lấy không gian cho vòm của chỉ huy. Năm mươi tháp pháo ban đầu đã được lắp đặt trên các thân vỏ của Henschel và được sử dụng trong chiến đấu. Tháp pháo "sản xuất" thường thấy hơn, thỉnh thoảng được gọi là tháp pháo "Henschel", đã được đơn giản hoá với một bề mặt trước phẳng và dày hơn rất nhiều, không có khoang bắn (được tạo ra bởi bề mặt nghiêng của tháp pháo ban đầu), các cạnh bên ít nghiêng hơn, và không có chỗ phồng làm vòm cho chỉ huy.
Các tháp pháo được thiết kế để mang súng 8.8 cm KwK 43 L/71. Cộng với kính ngắm một mắt Turmzielfernrohr 9d (TZF 9d — kính ngắm viễn vọng tháp pháo) (với toàn bộ nhưng chỉ một số ít Tiger II thời kỳ đầu sử dụng), nó là một vũ khí rất chính xác và chết người. Trong thử nghiệm, khả năng chính xác ước tính của viên đạn đầu tiên vào một mục tiêu cao 2m, rộng 2.5m chỉ dưới 100% ngoài tầm 1000m, ở mức 95–97% ở 1500m và 85–87% ở 2000m, tuỳ thuộc vào kiểu đạn. Tính năng chiến đấu được ghi nhận trong thực tế thì kém hơn, nhưng vẫn trên mức 80% ở khoảng cách 1,000 m, ở mức 60% ở 1,500 m và 40% ở khoảng cách 2,000 m. Khả năng xuyên tấm giáp nghiêng 30 độ là 202 và 132mm ở khoảng cách 100 và 2000m với đạn xuyên giáp Panzergranate 39/43 (PzGr—đạn xuyên giáp), và 238 và 153mm với đạn xuyên giáp cao cấp (lõi tungsten) PzGr. 40/44 trong cùng khoảng cách. Đạn có đương lượng nổ cao Sprenggranate 43 (SpGr) có thể được sử dụng cho các mục tiêu mềm, hay Hohlgranate hay Hohlgeschoss 39 (HlGr—HEAT hay đạn đầu đạn chống tăng đương lượng nổ cao), có khả năng xuyên giáp 90mm ở bất kỳ khoảng cách nào có thể được sử dụng như đạn lưỡng dụng chống lại các mục tiêu mềm hay xe thiết giáp hạng nhẹ.
Tốc độ quay tháp pháo nhanh có được nhờ động cơ thủy lực kết nối với động cơ chính; một vòng xoay tròn có thể được thực hiện trong 19 giây khi động cơ ở chế độ chờ, và trong vòng 15 nếu động cơ ở tốc độ hoạt động tối đa cho phép. Việc di chuyển tháp pháo bằng động cơ được dùng để nhanh chóng đưa mục tiêu vào trong tầm ngắm của súng, nhưng những điều chỉnh thêm khi di chuyển và nâng nòng súng được thực hiện bằng bánh tay quay của pháo thủ. Nếu mất động cơ, tháp pháo có thể di chuyển chậm bằng tay, được hỗ trợ bởi người nạp đạn cũng có một bánh xe quay khác.
Như mọi xe tăng của Đức, nó có một động cơ xăng, trong trường hợp này là loại 700 PS (690 hp, 515 kW) V-12 Maybach HL 230 P30 tương tự như động cơ dùng cho loại Panther và Tiger I nhẹ hơn. Tiger II có động cơ yếu, giống nhiều loại xe tặng hạng nặng khác trong Thế chiến II, và tiêu thụ rất nhiều nhiên liệu, vốn luôn thiếu thốn với người Đức. Bộ truyền động là Maybach OLVAR EG 40 12 16 Model B, với tám số tiến và bốn số lùi, điều khiển các bánh xe xích. Đây là Henschel L 801, một thiết kế bán kính kép vốn rất dễ hư hỏng. Thanh xoắn treo ngang đỡ thân vỏ, và chín bánh xe chồng 800mm có vỏ cao su lăn trong xích mỗi bên.
Giống như Tiger I, mỗi chiếc xe được xuất xưởng với hai bộ xích: một bộ thường là "xích chiến đấu" và một bộ hẹp hơn là xích "di chuyển" được dùng khi xe được vận chuyển bằng tàu hoả. Các bộ xích di chuyển làm giảm tổng chiều rộng của xe và có thể được sử dụng để xe đi qua các khoảng cách ngắn trên mặt đất cứng. Tổ lái sẽ phải thay xích chiến đấu càng sớm càng tốt khi xe được hoàn thành vận chuyển. Áp lực trên mặt đất là 0.76 kg/cm² (10.8 psi).

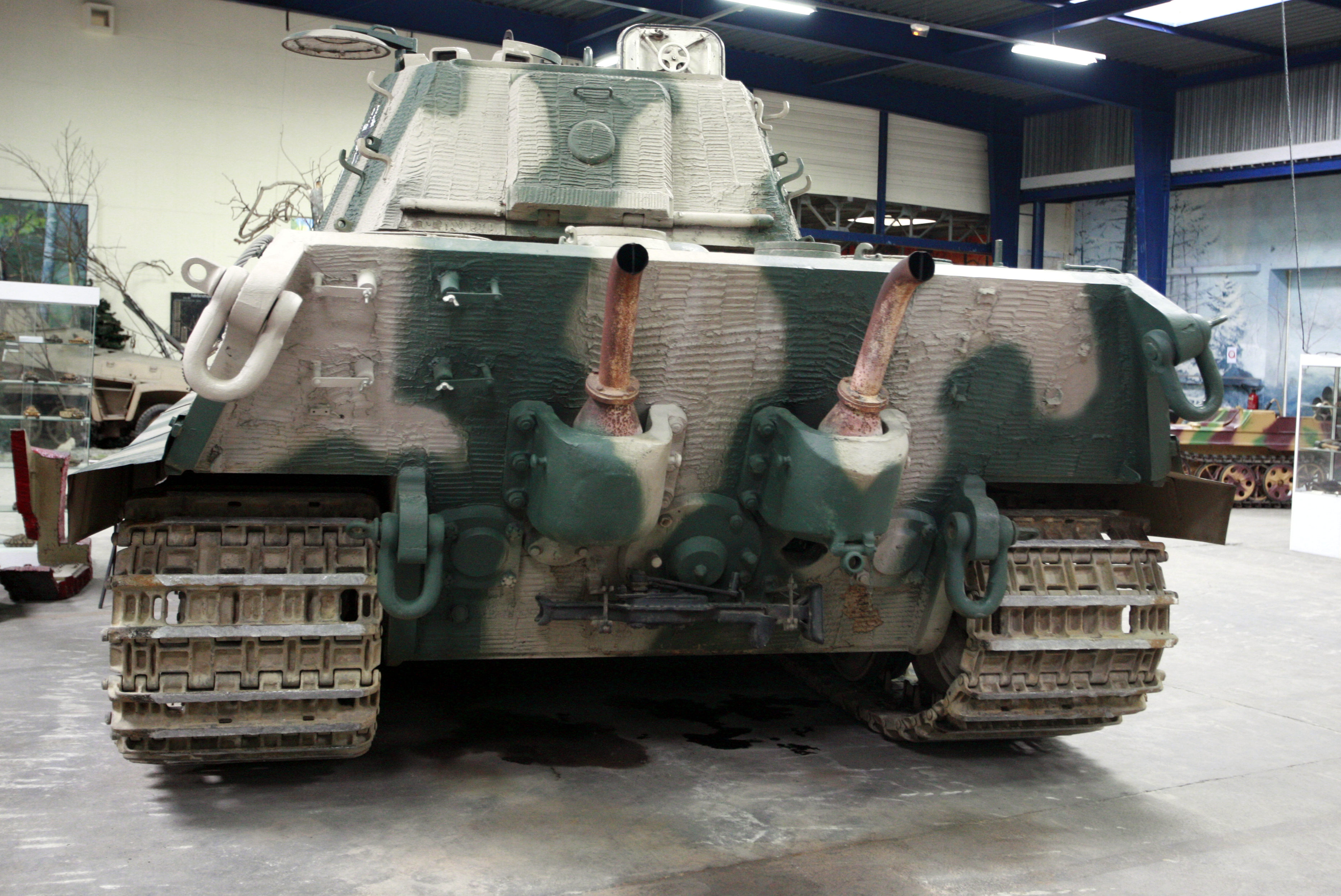
Góc nhìn từ phía sau với hai ống xả khí.

Thực sự những gì mà Tiger II đã làm trên chiến trường thực sự không nhiều vì đã được sản xuất trong khoảng thời gần cuối thế chiến khi tình hình không thể cứu vãn, không tác động nhiều vào cục diện của cuộc chiến. Nhưng nó đã tạo ra ấn tượng rất lớn, các xe tăng hạng trung của Anh, Mỹ, Liên Xô rất khó có thể bắn xuyên giáp trước của Tiger II (để phá được giáp trước của Tiger II cần phải có pháo hạng nặng, như pháo cỡ 122mm của xe tăng IS-2). Trung sĩ Clyde D. Brunson, sư đoàn thiết giáp số 2 quân Đồng minh: “Một ngày, một chiếc Royal Tiger xuất hiện cách xe tăng chúng tôi khoảng 130 m và ngay lập tức bắn hạ xe tôi. 5 xe tăng khác trong đội chúng tôi lập tức khai hỏa vào mặt trước chiếc Tiger II từ khoảng cách 180 - 550 m, khoảng 5 hay 6 phát, tất cả đạn đều nảy đi và chiếc Tiger II từ từ lùi lại rồi rút lui. Nếu chúng tôi có một chiếc xe tăng như Tiger II, có lẽ tất cả chúng tôi đều có thể trở về nhà sau cuộc chiến...”. Tuy vậy, việc làm giáp thật dày cũng khiến khối lượng xe nặng tới 69,8 tấn, gây ra một loạt các vấn đề về bảo trì và độ cơ động.
Cung cấp sự cơ động cho xe là động cơ Maybach HL 230 P30 công suất 700 mã lực vốn được lắp đặt trên xe tăng Panther. Tuy nặng nề nhưng Tiger II không quá chậm chạp, tốc độ di chuyển trên đường tốt đạt 38 km/h trong khi trên đường xấu là 17 km/h, nhưng vấn đề nằm ở chỗ động cơ quá tốn nhiên liệu (500 lít/100 km) cho nên tiếp liệu cho Tiger II trên chiến trường thực sự là cơn ác mộng với cả kíp lái và hậu cần. Dự trữ hành trình của Tiger II chỉ khoảng 120 km trên đường tốt, còn nếu đi vào đường địa hình thì còn khoảng 80 km, tầm hoạt động hạn chế cộng với việc cần liên tục bảo dưỡng làm giảm nhiều sự hiệu quả của Tiger II. Chiếc xe tăng mang biệt danh “Vua hổ” này cũng cần kíp lái được đào tạo kỹ lưỡng để điều khiển lẫn bảo dưỡng, vì một giờ hoạt động của Tiger II cần tới 10 giờ để bảo dưỡng. Thực tế đã ghi nhận nhiều chiếc Tiger II bị bỏ lại do hết xăng, hoặc do kíp lái không thể sửa được nó trong điều kiện chiến trường.

### Các biến thểPanzerbefehlswagen
Hơn 50 chiếc Tiger II đầu tiên được sản xuất với tháp pháo Porsche-Wegmann trước khi chuyển sang loại tháp pháo Henschel-Krupp tốt hơn.
Hai biến thể chỉ huy của Tiger II, Panzerbefehlswagen (Pz.Bef.Wg. Tiger Ausf. B) được đặt kế hoạch sản xuất. Chúng chỉ mang theo 63 viên đạn 8.8 cm để có khoảng không đặt các thiết bị radio và trang bị phụ thêm. Phiên bản Sd.Kfz. 267 đã sử dụng các bộ radio FuG 8 và FuG 5, với những thay đổi đáng chú ý nhất bên ngoài là một cần ăng ten dài 2 mét trên nóc tháp pháo và một Sternantenna D ("Star antenna D"), được lắp trên một đáy cách ly (105mm Antennenfuss Nr. 1) được bảo vệ bởi một hình trụ bọc thép lớn. Thiết bị này nằm ở phía sau trên vị trí ban đầu được dùng đặt các thiết bị lội nước. Phiên bản Sd.Kfz. 268 sử dụng các bộ radio FuG 7 và FuG 5 với một cần ăng ten dài 2 m trên tháp pháo phía sau.

## Sản xuất
Tiger II được phát triển muộn trong cuộc chiến và được sản xuất với số lượng khá nhỏ - 1,500 chiếc Tiger II đã được đặt hàng, nhưng việc sản xuất gặp rất nhiều khó khăn bởi những cuộc ném bom của Đồng Minh. Trong số những cuộc ném bom đó, năm phi vụ trong khoảng thời gian 22 tháng 9 và 7 tháng 10 năm 1944 đã phá huỷ 95% diện tích sàn của nhà máy Henschel. Ước tính việc này đã làm thiệt hại sản xuất khoảng 657 chiếc Tiger II. Chỉ 492 chiếc đã được chế tạo: 1 năm 1943, 379 năm 1944, và 112 năm 1945. Việc sản xuất đầy đủ bắt đầu từ giữa năm 1944 tới cuối cuộc chiến.
Tiger II là một cơ sở cho một biến thể sản xuất, chiếc Jagdtiger, và một xe thiết giáp tự hành Grille 17/21/30/42 lắp đặt các loại súng lớn nhưng chưa bao giờ tiến tới giai đoạn sản xuất.

### Chi phí sản xuất
Một vấn đề lớn với Tiger II là chi phí sản xuất rất cao của nó nên chỉ có khá ít xe được chế tạo. Tổng cộng, hơn 40.000 chiếc Sherman của Mỹ, 58.000 chiếc T-34 và 3.800 chiếc IS-2 của Liên Xô đã được chế tạo, so với chỉ 492 chiếc Tiger II. Để có được ưu thế về công nghệ, giáp và hỏa lực, chế tạo Tiger II rất tốn kém về các tiêu chí thời gian, nguyên liệu và tiền bạc.
Chỉ tính chi phí sản xuất (chưa tính chi phí cho vũ khí, kính ngắm và điện đài), mỗi chiếc Tiger II tốn 321.500 RM, so với mức giá 250.800 RM của Tiger I, 117.100 RM của xe tăng Panther, 82.500 RM của StuG-III, 96.163 RM của Panzer III Ausf-N, 103.462 RM của Panzer IV Ausf-G, 49.228 RM của Panzer II Ausf-F
Tính theo thời giá 1945 và quy đổi ra đôla, một chiếc Tiger II có giá 150.000 USD (chưa tính chi phí cho vũ khí, kính ngắm và điện đài). Mức giá này đắt gấp 1,25 lần một chiếc Tiger I (120.000 USD), gấp gần 3 lần một chiếc xe tăng Panther (55.000 USD), gấp 3,2 lần một chiếc Panzer IV Ausf-G (48.000 USD), gấp 3,6 lần một chiếc Panzer III Ausf-N (42.000 USD), gấp 4 lần một chiếc StuG-III (37.000 USD) và gấp 7 lần một chiếc Panzer II (22.000 USD).
Khi so với xe tăng hạng trung của đối thủ, chi phí của Tiger II cũng là rất cao: Xe tăng T-34 của Liên Xô có giá khoảng 25.470 USD (phiên bản T-34/76) hoặc 27.000 USD (phiên bản T-34/85), xe tăng M4 Sherman của Mỹ có giá khoảng 46.000 -51.000 USD, xe tăng Cromwell của Anh có giá khoảng 42.700 USD.

## Các kế hoạch tương lai
Một phiên bản dùng động cơ Maybach HL230 với hệ thống phun nhiên liệu và bộ điều khiển cải tiến đã được thiết kế để gia tăng công suất lên khoảng 1,000 PS (986 hp, 736 kW). Henschel đã đề xuất sử dụng nó cho việc chế tạo tương lai và trang bị lại cho những chiếc Tiger II sẵn có, nhưng tình hình ngày càng xấu đi khiến việc nâng cấp không bao giờ đi quá phòng thiết kế. Các đề xuất cải tiến khác gồm một khẩu pháo mới (10.5 cm KwK L/68), các bộ kính ngắm và pháo chính tự ổn định khi di chuyển, nạp đạn tự động, một thiết bị đo xa kính nổi Zeiss, khoang tổ lái điều hoà nhiệt độ, tăng dự trữ đạn thêm 12 viên, và một hệ thống quá áp chống khí động và lọc không khí, nhưng chúng cũng không bao giờ vượt quá giai đoạn đề xuất hay tới giai đoạn sản xuất trước khi cuộc chiến chấm dứt.

## Đặc điểm kỹ thuật
- Hộp số: Maybach OLVAR EG 40 12 16 B (8 số tiến và 4 số lùi)[18]
- Radio: FuG 5, phiên bản Befehlswagen (tăng chỉ huy): FuG 8 (Sd. Kfz. 267), FuG 7 (Sd. Kfz. 268)[6]
- Vũ khí:
  - Pháo 8.8 cm – 80 viên (tháp pháo Porsche)[3], 86 viên (tháp pháo Henschel), thường bao gồm 50% là đạn PzGr 39/43 và 50% là đạn SprGr 43, thỉnh thoảng có một số lượng hạn chế đạn PzGr 40/43, hay với đạn SprGr được thay thế bằng HlGr[3]
PzGr 39/43 APCBC (xuyên giáp, lõi thép) (tầm xa hơn, khả năng xuyên giáp thấp hơn, có thuốc nổ nhồi trong đầu đạn)[2][16]
PzGr 40/43 APCR (xuyên giáp, lõi tungsten) (tầm gần hơn, khả năng xuyên giáp cao hơn, không có thuốc nổ nhồi trong đầu đạn)[2][16]
SprGr 43 (Đạn nổ mạnh)[2]
HlGr 39 (Đầu đạn nổ lõm)[2]
  - Súng máy 7.92mm – 5,850 viên đạn[4]
- Kính ngắm: Turmzielfernrohr 9b/1 (TZF 9b/1) hai mắt cho tới tháng 5 năm 1944, sau đó là 9d (TZF 9d) một mắt.[27]

| Thân trước      | (thấp)     | 100mm nghiêng 50° | (cao)       | 150mm nghiêng 50°  |  |
| Cạnh thân       | (thấp)     | 80mm (thẳng đứng) | (cao)       | 80mm nghiêng 25°   |  |
| Thân sau        |            | 80mm nghiêng 30°  |             |                    |  |
| Đỉnh thân       |            | 40mm              |             |                    |  |
| Đáy thân        | (trước)    | 40mm              | (sau)       | 25mm               |  |
| Tháp pháo trước | (sản xuất) | 180mm nghiêng 10° | ("Porsche") | 60 tới 110mm, tròn |  |
| Tháp pháo cạnh  | (sản xuất) | 80mm nghiêng 21°  | ("Porsche") | 80mm nghiêng 30°   |  |
| Tháp pháo sau   | (sản xuất) | 80mm nghiêng 20°  | ("Porsche") | 80mm nghiêng 30°   |  |
| Tháp pháo đỉnh  | (sản xuất) | 44mm ở 0–10°      | ("Porsche") | 40mm ở 0–12°       |  |
|                 |            |                   |             |                    |  |

## Lịch sử hoạt động

### Pháo
Pháo 88mm KwK 43 L/71 của Vua Cọp có khả năng xuyên giáp rất mạnh. Ở khoảng cách 1km, góc nghiêng 30 độ, khi sử dụng đạn Pzgr-39/43 APCBC-HE có thể xuyên phá vỏ thép dày 165mm; ở khoảng cách bắn 2,29km có thể xuyên phá vỏ thép dày 127mm. Còn ở khoảng cách 457 mét, Vua Cọp có thể xuyên thủng lớp thép dày 185 mm kể cả ở góc nghiêng 30 độ. Sức xuyên này đủ sức hạ gục phần lớn các loại xe tăng Đồng Minh từ cự ly khá xa (trừ các loại xe hạng nặng như IS-2). Khi sử dụng đạn xuyên giáp cao cấp Pzgr-40/43 APCR lõi tungsten, sức xuyên còn được nâng cao thêm 30% (tuy nhiên loại đạn APCR này rất đắt và chỉ được sản xuất với số lượng nhỏ, toàn cuộc chiến Đức chỉ sản xuất được 5.800 viên Pzgr-40/43).
Tuy nhiên, việc kéo dài nòng pháo (lên tới L/71) để tăng sơ tốc đạn (từ đó làm tăng sức xuyên của đạn động năng) cũng đem lại một số nhược điểm:
- Nòng pháo phải chịu áp suất cao nên nhanh bị mòn và giảm độ chính xác. Pháo 88mm L/71 chỉ có tuổi thọ nòng khoảng 1.200 phát bắn (khi sử dụng đạn Pzgr-39/43) và còn thấp hơn nhiều khi sử dụng đạn Pzgr-40/43. Để so sánh, pháo 88mm L/56 của Tiger I có tuổi thọ nòng cao gấp khoảng 5 lần.
- Nòng pháo càng dài thì càng chịu nhiều ảnh hưởng bởi sự giãn nở nhiệt do môi trường làm cong nòng pháo. Mức cong nòng là rất nhỏ và khó thấy bằng mắt thường, nhưng ở cự ly xa thì nó đủ làm phát bắn đi chệch nhiều mét. Trong thế chiến thứ 2 thì chưa có cách khắc phục vấn đề này, xạ thủ buộc phải dựa vào kinh nghiệm và điểm rơi của viên đạn trước đó để áng chừng độ lệch.

Vì 2 vấn đề này mà tỷ lệ chính xác của pháo 88mm L/71 trong thực tế thấp hơn khá nhiều so với lý thuyết. Tuy nhiên, hầu hết các trận đấu tăng thời kỳ đó diễn ra ở cự ly dưới 1,5 km và KwK 43 vẫn là một vũ khí rất chính xác trong cự ly đó.

### Vỏ giáp
Giáp trước thân xe Tiger II dày 150mm nghiêng 50° (tương đương 230mm thép đặt thẳng đứng). Giáp trước tháp pháo dày 180mm nghiêng 10° (tương đương 190mm thép đặt thẳng đứng). Đây là loại xe có vỏ giáp dày nhất của Đức trong thế chiến 2. Trong các loại xe tăng của Đồng Minh, chỉ có IS-2 là có vỏ giáp phía trước gần bằng so với Tiger II (tuy nhiên giáp phía hông xe thì IS-2 dày hơn khoảng 20 - 60% tùy vị trí).
Thử nghiệm của Liên Xô cho thấy đạn xuyên giáp cỡ 85 mm của xe tăng hạng trung Xô Viết T-34/85 không thể xuyên thủng lớp vỏ thép dày phía trước của Vua Cọp thậm chí ở khoảng cách 300 mét. Thử nghiệm cho thấy, đạn pháo 85mm của Nga và 76mm của Mỹ chỉ có thể xuyên phá hông xe hoặc sườn tháp pháo Vua Cọp ở khoảng cách 800 tới 2.000 mét. Pháo ZIS-3 và F-34 (76mm) nhìn chung không thể xuyên phá cả giáp trước lẫn giáp sườn xe tăng này.. Để xuyên phá được giáp trước Tiger II, cần phải có những loại xe tăng hạng nặng trang bị pháo cỡ nòng 100mm trở lên.
Lớp giáp dày cộng với súng tầm xa mạnh khiến Tiger II có một lợi thế chống lại hầu hết xe tăng đối thủ của Đồng Minh và Liên Xô tham chiến với nó từ phía trước. Điều này đặc biệt đúng ở Mặt trận phía Tây, nơi cả lực lượng Anh và Mỹ đều không có xe tăng hạng nặng tham chiến. Chỉ súng chống tăng 17 pdr của Anh sử dụng đạn APDS trên xe tăng M4 Sherman Firely trên lý thuyết mới có thể bắn xuyên giáp trước tháp pháo và mũi của Tiger II (thân trước phía dưới) ở khoảng cách 1100 và 1200 yard., tuy nhiên loại đạn APDS khi đó còn rất thiếu chính xác (tỷ lệ bắn trúng chỉ đạt 25% ở cự ly 1.000 yard), lại được sản xuất ít (mỗi xe chỉ được trang bị vài viên đạn APDS) nên Sherman Firely vẫn khó mà hạ được Tiger II ở cự ly xa. Chỉ có chiến thuật tấn công từ bên sườn là có thể đe dọa những chiếc Tiger II vốn có giáp bên và giáp sau mỏng hơn, đây là một ưu thế chiến thuật trong các trận đánh của Tiger II. Hơn nữa, vũ khí chính của Tiger II có khả năng tiêu diệt hầu hết xe tăng của Đồng Minh từ phía trước ở những khoảng cách vượt quá 2.5 km, vượt ngoài khoảng cách hiệu quả của pháo trên xe tăng Anh-Mỹ.
Tại Mặt trận Liên Xô, Tiger II gặp nhiều nguy hiểm hơn. Pháo tự hành SU-100 với pháo 100mm L/56 có thể xuyên thủng giáp trước tháp pháo (khu vực không có khiên che quanh nòng pháo) của Tiger II ở cự ly 1.000 mét. Xe tăng hạng nặng IS-2 (sử dụng pháo 122mm L/46) khi dùng loại đạn nổ mạnh (HE) nặng 25kg có thể tiêu diệt Tiger II sau 2-3 phát đạn trúng giáp trước hoặc chỉ cần 1 phát đạn trúng hông xe (sức nổ cực mạnh sẽ khiến vỏ giáp của Tiger II bị nứt vỡ, sóng chấn động đủ làm trọng thương kíp lái). Một điểm quan trọng khác là đạn nổ mạnh không bị suy giảm sức công phá theo cự ly như đạn xuyên giáp động năng nên IS-2 có thể tiêu diệt Tiger II một cách hiệu quả ở cự ly rất xa, miễn là trong tầm bắn 3.500 mét của khẩu pháo.
Đặc biệt, từ năm 1944, việc thiếu quặng khiến người Đức chuyển sang sử dụng thép có hàm lượng các-bon cao và ni-ken, khiến vỏ giáp Tiger II trở nên giòn hơn, khả năng chống đạn bị giảm đi. Theo thực nghiệm của Liên Xô trên 1 chiếc Tiger II bị bắt giữ nguyên vẹn, một viên đạn xuyên giáp động năng BR-471 APHE của IS-2 có thể bắn thủng giáp trước tháp pháo (vùng không có khiên chắn) của Tiger II từ cự ly tới 2.500 mét, hoặc xuyên được giáp trước thân xe từ cự ly 500 - 600 mét. Một thử nghiệm khác với pháo 100mm L/56 khi dùng đạn xuyên giáp động năng BR-412 cho thấy nó có thể xuyên được giáp trước thân xe Tiger II từ cự ly 700 mét. Kể cả khi không xuyên thủng được thì động năng rất lớn của viên đạn cỡ 100mm hoặc 122mm cũng gây ra những vết nứt vỡ lớn dọc lớp vỏ giáp (kể cả khi bắn từ cự ly 1.500 mét), các mảnh thép văng vào trong xe đủ sức giết chết tổ lái và khiến Tiger II bị hư hại nặng.
Ngoài ra, Liên Xô còn có trong tay pháo tự hành SU-152 và ISU-152 (trang bị pháo 152mm) cũng có thể tiêu diệt Tiger II chỉ với 1 phát đạn trúng đích. Nếu hai loại pháo tự hành này bắn trúng Tiger II thì sức nổ cực mạnh của viên đạn 152mm nặng 48kg gần như chắc chắn sẽ xé toang vỏ giáp thân xe hoặc thổi tung tháp pháo và giết chết tổ lái trong xe bằng chấn động, bất kể cự ly bắn là bao xa.

### Thử nghiệm thời chiến của Liên Xô
Trong tháng 8 năm 1944, 3 chiếc Tiger II đã bị người Liên Xô bắt được gần Sandomierz và nhanh chóng được đưa về các địa điểm thử nghiệm của họ tại Kubinka. Đội ngũ kỹ sư Liên Xô đưa ra kết luận của họ rằng những cuộc thử nghiệm cho thấy những chiếc xe tăng có rất nhiều khuyết điểm; hệ thống treo và truyền động rất dễ hỏng, động cơ thường bị quá nóng và dễ chết máy do phải tải một trọng lượng quá lớn so với công suất. Trung bình, cứ di chuyển một quãng đường ngắn (10–15km) là Tiger II lại gặp trục trặc về cơ khí và truyền động.
Ngoài ra, sau khi bắn thử vào nó bằng nhiều loại đạn chống tăng, người Liên Xô còn cho rằng vỏ giáp của Tiger II có khả năng chịu đựng không cao, chỉ bằng 86% so với lý thuyết. Báo cáo của họ không chỉ cho rằng kim loại làm vỏ giáp có chất lượng tồi (một vấn đề không chỉ riêng với Tiger II — khi cuộc chiến ngày càng phát triển, người Đức ngày càng khó kiếm được các hợp kim cần thiết để chế tạo ra loại thép chất lượng cao), mà cả chất lượng các mối hàn cũng kém, dù đã có "sự chế tạo cẩn thận". Vì thế, thậm chí khi viên đạn không xuyên qua giáp, có một lượng lớn mảnh vỡ, và tấm giáp bị rạn nứt ở các vết hàn khi nó bị trúng nhiều viên đạn hạng nặng, khiến xe tăng không thể hoạt động được nữa.
Thử nghiệm đạn xuyên giáp động năng BR-471 APHE cỡ 122mm (trang bị trên xe tăng IS-2) đối với vỏ giáp mặt trước thân xe của Tiger II cho thấy: ở cự ly 500 mét, phát đạn không xuyên vào xe nhưng động năng của viên đạn đã gây ra những vết nứt lớn dọc mặt trước thân xe, các mối hàn giữa các tấm giáp bị vỡ, các mảnh thép vỡ văng vào trong xe đủ sức giết chết các thành viên tổ lái và phá hủy các thiết bị trong xe, khiến chiếc xe tăng trở nên vô dụng. Các vết nứt làm suy yếu kết cấu vỏ giáp, kết quả là phát đạn BR-471 thứ 2 (bắn từ 600 mét) đã xuyên thủng giáp trước thân xe.
Thử nghiệm đạn xuyên giáp động năng BR-471 APHE cỡ 122mm trên một xe khác với cự ly bắn 700 mét cũng cho kết quả tương tự (giáp mặt trước thân xe không bị thủng nhưng bị nứt nghiêm trọng). Do hậu quả của các vết nứt, kết cấu vỏ giáp bị suy yếu nghiêm trọng, và giáp trước thân xe sẽ bị xuyên thủng sau khi bị trúng 2-4 phát đạn xuyên giáp động năng cỡ 100mm hoặc 122mm, kể cả khi bắn từ cự ly 1.500 mét.
Đặc biệt bất ngờ là đạn BR-471 có thể xuyên thủng mặt trước tháp pháo (vùng không có khiên chắn) của Tiger II ngay từ phát đạn đầu ở cự ly tới 2.500 mét. Phát đạn làm vỡ một mảng lớn ở mặt trước, đồng thời gây ra một vết nứt kéo dài từ phía sau tới tận nóc tháp pháo
Thử nghiệm với đạn nổ mạnh (HE) cỡ 122mm đối với vỏ giáp mặt trước thân xe của Tiger II còn cho kết quả khả quan hơn. Chỉ sau 1 phát bắn, mặt trước thân xe bị nứt vỡ một mảng lớn (diện tích 30 x 30 cm), các mối hàn nối giữa các tấm giáp phía trước và khe súng máy bị bật tung, các mối hàn nối với giáp hông bị nứt vỡ, và tấm giáp hông bị rụng ra 5 cm. Chiếc xe tăng bốc cháy từ bên trong

### Độ tin cậy và khả năng cơ động

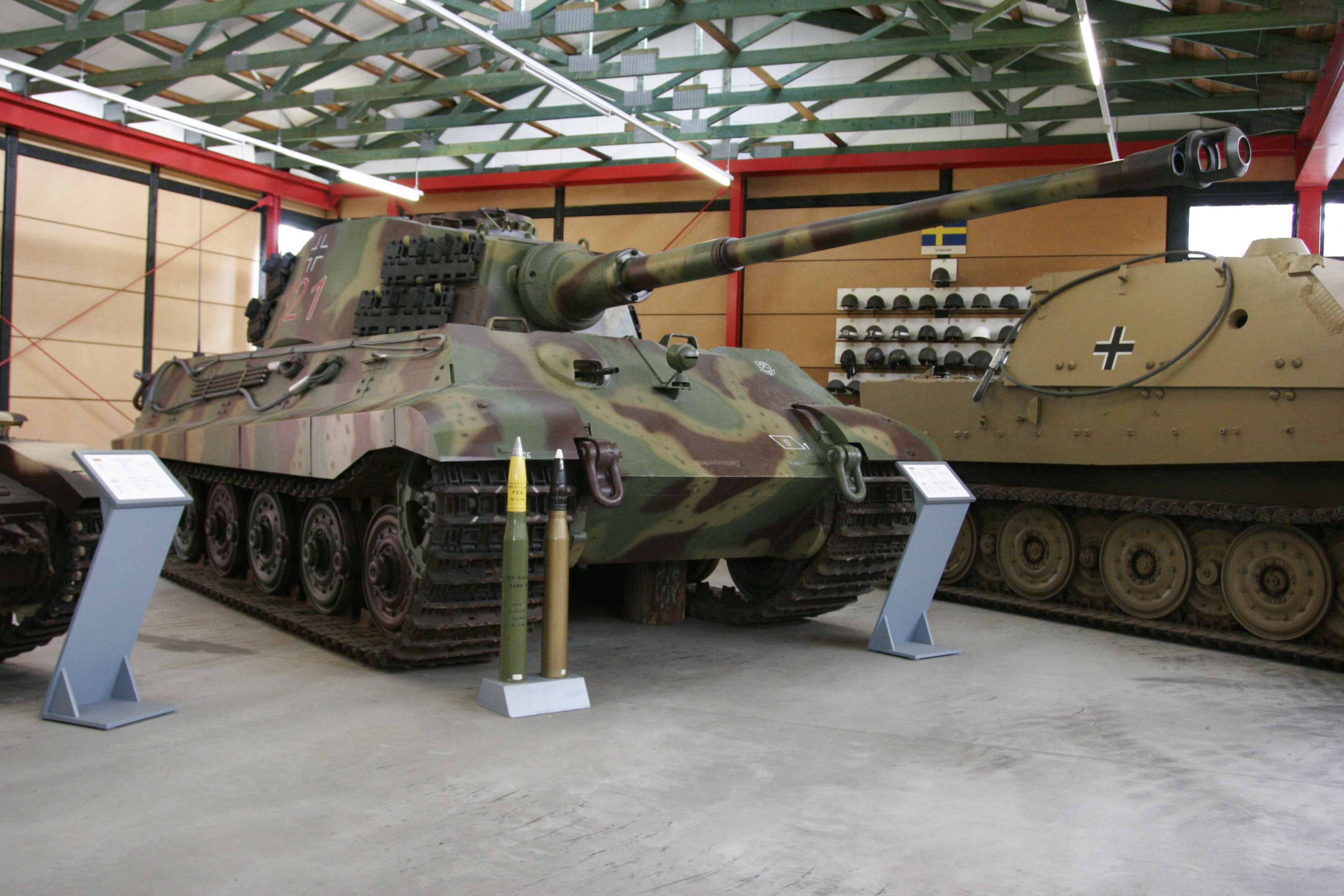
Tiger II với tháp pháo sản xuất, tại Deutsches Panzermuseum, Munster, Đức

Những chiếc Tiger II đầu tiên gặp rất nhiều vấn đề về máy móc, cần rất nhiều cải tiến để khắc phục. Các sự cố này có thể do 2 nguyên nhân chính: rò rỉ nhiên liệu và hệ thống truyền động bị quá tải khi phải chống đỡ một chiếc xe nặng gần 70 tấn. Các vấn đề này, cùng với sự thiếu huấn luyện của kíp lái, khiến cho việc hoạt động của Tiger II rất hạn chế.
Có hai lý do kỹ thuật chính dẫn tới độ tin cậy kém ban đầu của Tiger II, thiếu các roăng và tấm đệm nối, và hệ thống lái quá tải vốn ban đầu chỉ được thiết kế cho phương tiện nhẹ hơn. Bánh số hai cấp rất dễ hư hỏng. Việc thiếu huấn luyện cho kíp lái có thể làm trầm trọng thêm vấn đề; các lái xe ban đầu chỉ được huấn luyện hạn chế trên các xe khác và thường được gửi trực tiếp tới các đơn vị chiến đấu trên đường ra mặt trận. Đối với lái xe nhiều kinh nghiệm, cùng việc bảo trì thường xuyên, và sự cải tiến trong hệ truyền động, có thể khiến khả năng hoạt động của xe trở nên tốt hơn.
Tiểu đoàn tăng hạng nặng số 501 tới Mặt trận phía Đông với chỉ 8 trong số 45 chiếc có thể hoạt động, chủ yếu bởi hư hỏng hệ thống lái. Năm chiếc Tiger II đầu tiên được chuyển cho Panzer-Lehr-Division đã bị hỏng, không thể kéo về để sửa và đã bị phá huỷ để khỏi bị rơi vào tay quân địch, dù chưa hề tham chiến.
Độ tin cậy đã được cải thiện theo thời gian với việc đưa vào sử dụng các roăng và đệm sửa đổi và các thành phần hệ thống lái, huấn luyện lái xe, và bảo dưỡng đầy đủ. Các thống kê từ ngày 15 tháng 3 năm 1945 so sánh khả năng của Tiger II với các loại tăng khác: 62% Panzer IV, 59% Tiger II và 48% Panther hoạt động trong giai đoạn này của cuộc chiến.
Tổng thể, Tiger II là một loại xe tăng đáng ngưỡng mộ dù có những vấn đề của nó. Súng 88 mm của nó có thể tiêu diệt hầu hết phương tiện chiến đấu bọc thép của Đồng Minh từ xa bên ngoài tầm chiến đấu hiệu quả của chúng. Tương tự, không tính tới các vấn đề về độ tin cậy thấp, động cơ và bộ phận truyền động dễ hư hỏng của nó, Tiger II khá nhanh nhẹn đối với một phương tiện hạng nặng. Những ghi chép đương thời của người Đức cho thấy tính cơ động của nó tốt tương đương hay hơn hầu hết các loại xe tăng của Đức hay Đồng Minh.

### Biên chế
Ngoài xe tăng nghiên cứu, huấn luyện và năm chiếc trực thuộc Panzer Lehr, những chiếc Tiger II chỉ được biên chế vào năm tiểu đoàn tăng hạng nặng (Schwere Panzer Abteilung) của Quân đội Đức (Heer), hay Waffen-SS.

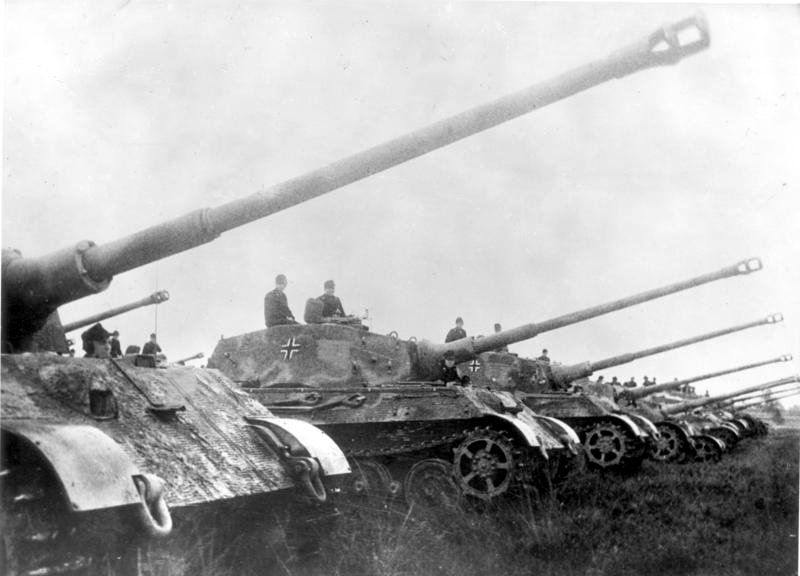
Tiger II thuộc Tiểu đoàn tăng hạng nặng số 503 'Feldherrnhalle' dàn đội hình cho việc đưa tin tuyên truyền của Đức

Một tiểu đoàn tiêu chuẩn (abteilung) gồm 45 xe tăng:
| Ban chỉ huy Tiểu đoàn 3 x Tiger I    |                                      |                                      |                                      |                                      |                                      |                                      |                                      |                                      |
| Ban chỉ huy đại đội số 1 2 x Tiger I | Ban chỉ huy đại đội số 1 2 x Tiger I | Ban chỉ huy đại đội số 1 2 x Tiger I | Ban chỉ huy đại đội số 2 2 x Tiger I | Ban chỉ huy đại đội số 2 2 x Tiger I | Ban chỉ huy đại đội số 2 2 x Tiger I | Ban chỉ huy đại đội số 3 2 x Tiger I | Ban chỉ huy đại đội số 3 2 x Tiger I | Ban chỉ huy đại đội số 3 2 x Tiger I |
| Trung đội số 1 4 x Tiger I           | Trung đội số 2 4 x Tiger I           | Trung đội số 3 4 x Tiger I           | Trung đội số 1 4 x Tiger I           | Trung đội số 2 4 x Tiger I           | Trung đội số 3 4 x Tiger I           | Trung đội số 1 4 x Tiger I           | Trung đội số 2 4 x Tiger I           | Trung đội số 3 4 x Tiger I           |

Các đơn vị đã sử dụng Tiger II như sau:
Heer: (s.H.Pz.Abt) Tiểu đoàn 501, 502, 503, 504, 505, 506, 507, 508, 509, 510, 511
SS: (s.SS.Pz.Abt) 501, 502, 503

### Lịch sử chiến đấu

Một chiếc Tiger II thuộc Tiểu đoàn tăng hạng nặng số 503 tại Normandy, 1944, với tháp pháo thời kỳ đầu (Được sản xuất bởi Porsche)

Tiger II lần đầu tiên tham chiến trong đại đội 1 thuộc Tiểu đoàn tăng hạng nặng số 503 chống lại Chiến dịch Atlantic giữa Troarn và Demouville ngày 18 tháng 7 năm 1944; hai chiếc thiệt hại trong chiến đấu, cộng thêm xe tăng chỉ huy bị kẹt không thể hồi phục sau khi rơi vào một hố bom từ Chiến dịch Goodwood.
Tại Mặt trận phía Đông, nó lần đầu được sử dụng ngày 12 tháng 8 năm 1944 bởi Tiểu đoàn tăng hạng nặng số 501 chống lại Chiến dịch Lvov–Sandomierz. Tiểu đoàn 501 được biên chế 20 xe Tiger II và 20 xe Panzer IV, nhưng các điểm yếu về thiết kế của Tiger II nhanh chóng bộc lộ. Trong ngày 11/8, chỉ có 11 xe sẵn sàng chiến đấu, số còn lại bị trục trặc kỹ thuật trên đường hành quân và phải kéo đến xưởng sửa chữa. Tiểu đoàn 501 Tiger II này được lệnh tấn công vào điểm đầu cầu của Liên Xô tại Sông Vistula gần Baranów Sandomierski, lực lượng xe tăng Liên Xô trấn giữ ở đây gồm 29 xe T-34/76, 14 xe T-34/85 và Trung đoàn xe tăng hạng nặng số 71 (gồm 11 xe tăng IS-2).
Trên đường tới làng Oględów vào chiều 13/8/1944, đội hình Tiger II bị lọt vào một cuộc phục kích của một số chiếc T-34. Bằng lối đánh phục kích bắn vào hông, chiếc T-34-85 của Trung úy Aleksandr Petrovich Oskin đã phá hủy ba chiếc Tiger II và bắn hỏng nặng 1 chiếc khác (vì thành tích này, Oskin được phong danh hiệu Anh hùng Liên Xô) Vì những chiếc xe tăng này bị nổ đạn dược nên các kíp lái bị nhiều thương vong (từ đó về sau các viên đạn súng chính không còn được cho phép cất trữ trong tháp pháo nữa, làm giảm số lượng đạn xuống còn 68) Ban đầu Oskin báo cáo đã phá hủy 3 chiếc Panther, về sau anh mới biết 3 chiếc xe tăng mà mình bắn hạ còn lớn hơn rất nhiều và đó là một loại xe tăng mới. Đến tối hôm đó, trong cuộc phản công của bộ binh Liên Xô, 2 chiếc Tiger II bị hỏng và 1 chiếc đang bị mắc kẹt trong bùn đã bị thu giữ do tổ lái bỏ xe chạy trốn, trong đó 1 chiếc còn nguyên cả tài liệu hướng dẫn vận hành. 3 chiếc Tiger II này được Liên Xô đưa ngay về nghiên cứu để tìm ra những điểm yếu của loại xe này
Sau khi ổn định lại đội hình, ngày hôm sau, một đội 5 chiếc Tiger II quay lại phản công. 1 trung đội IS-2 do thượng úy Klimenkov chỉ huy được lệnh chặn đánh. Bằng 2 phát đạn nổ mạnh (HE), chiếc IS-2 của thượng úy Klimenkov đã phá hủy 1 chiếc Tiger II, sau đó chiếc IS-2 này phá hủy tiếp 1 chiếc Tiger II khác khi đó đang quay đầu rút lui.
Tại 1 hướng khác, 7 chiếc Tiger II tấn công nhưng cũng bị IS-2 chặn lại. Chiếc IS-2 của thượng úy Udalov đã chặn đánh và phá hủy 3 chiếc Tiger II từ cự ly 800 mét, khiến quân Đức phải rút lui. 2 giờ sau, quân Đức quay lại phản công, chiếc IS-2 của Trung úy Belyakov từ cự ly 1.000 mét đã phá hủy được 1 chiếc Tiger II sau 3 phát đạn nổ mạnh (HE). Những chiếc Tiger II còn lại phải rút lui. Tại làng Staszow, thêm 2 chiếc Tiger II bị phá hủy bởi 2 chiếc T-34-85 phục kích bắn xuyên hông ở cự ly 500 mét.
Như vậy, tổng cộng 14 chiếc Tiger II thuộc tiểu đoàn số 501 bị thiệt hại trong vùng từ ngày 12 tới ngày 13 tháng 8 khi đương đầu với những chiếc T-34-85 và IS-2 của Liên Xô ở địa hình cát không thích hợp, trong khi phía Liên Xô không chịu thiệt hại nào. Tiger II đã có màn ra mắt nghèo nàn, những khiếm khuyết về hệ thống cơ khí, kích thước quá lớn khiến xe khó vận động linh hoạt và điểm yếu này đã bị Liên Xô khai thác để đánh bại nó. Vỏ giáp của xe cũng không đủ tốt như Đức mong đợi, Tiger II vẫn dễ bị phá hủy nếu bị pháo 122mm trên xe tăng hạng nặng IS-2 bắn trúng. Nó cho thấy loại xe này thích hợp cho phòng thủ hơn là tấn công 

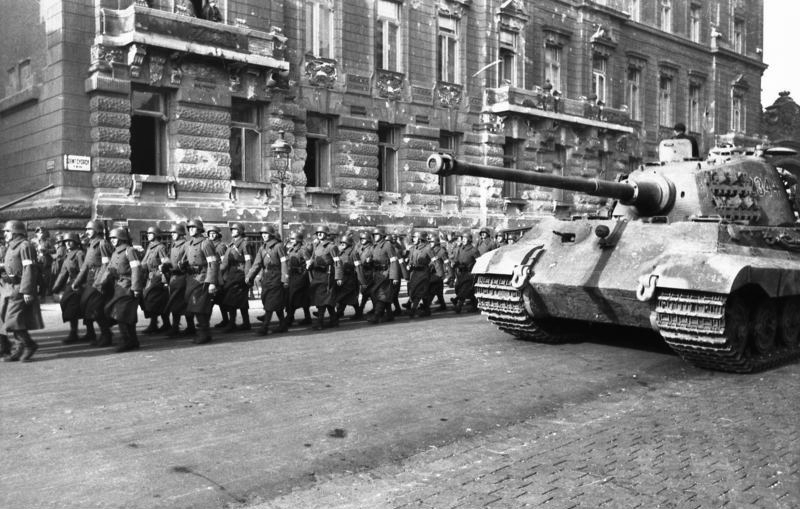
Một chiếc Tiger II thuộc Tiểu đoàn tăng hạng nặng số 503 và các binh sĩ Hungary trên đường phố tại quận Buda's Castle, tháng 10 năm 1944

Ngày 15 tháng 10 năm 1944 những chiếc Tiger II thuộc Tiểu đoàn tăng hạng nặng số 503 đã đóng vai trò quyết định trong Chiến dịch Panzerfaust, hỗ trợ quân đội của Otto Skorzeny đánh chiếm thủ đô Budapest của Hungary, đảm bảo nước này vẫn ở trong Phe Trục cho tới cuối cuộc chiến. Tiểu đoàn số 503 sau đó tham gia vào Chiến dịch Debrecen. Tiểu đoàn số 503 tiếp tục ở lại Hungary trong các chiến dịch khác, trong 166 ngày, họ tuyên bố đã phá hủy hoặc bắn hỏng ít nhất 121 xe tăng Liên Xô, 244 súng chống tăng và pháo, 5 máy bay và một tàu hoả. Đổi lại là 26 xe tăng Tiger II bị phá hủy: 10 bị quân đội Liên Xô bắn hạ và bốc cháy, 2 chiếc bị hỏng nặng phải gửi lại Vienna để sửa chữa tại nhà máy, trong khi 14 chiếc khác bị kíp lái tiêu huỷ để ngăn chúng rơi vào tay quân dịch (xe bị hỏng nhưng không thể kéo về sửa được). Ngoài ra, hàng chục chiếc Tiger II khác bị bắn hỏng nhưng có thể sửa chữa lại.
Tính tổng cộng, Tiểu đoàn tăng hạng nặng SS số 503 tuyên bố đã đạt mức tiêu diệt 500 xe tăng, pháo tự hành và xe cơ giới các loại của đối phương trong giai đoạn từ tháng 1 đến tháng 4 năm 1945 tại Mặt trận phía Đông, với thiệt hại là 45 chiếc King Tiger bị phá hủy (gần như toàn bộ số xe của tiểu đoàn), một số lớn là bị bỏ lại và bị phá huỷ bởi kíp lái sau khi hỏng hóc hay hết nhiên liệu mà không thể kéo về được. Nếu trừ đi yếu tố phóng đại thành tích thường thấy trong chiến tranh, thì số xe mà Tiểu đoàn 503 bắn hạ vào khoảng 200 - 250, Dù tiểu đoàn 503 đạt tỷ lệ tiêu diệt 1 đổi 5, nhưng phần lớn số xe mà họ bắn hạ là các loại xe hạng trung rẻ tiền như T-34 hoặc SU-76, trong khi chi phí chế tạo của Tiger II lại rất đắt (gấp 7 lần so với T-34). Do vậy, tỷ lệ 1 đổi 5 thực ra vẫn là sự đánh đổi mà phần thua thiệt thuộc về Đức.
Kurt Knispel, pháo thủ có số lượng tiêu diệt xe tăng cao nhất mọi thời đại (tiêu diệt 162 xe thiết giáp đối phương), cũng phục vụ trong tiểu đoàn số 503, và đã bị thiệt mạng trong chiến đấu ngày 29 tháng 4 năm 1945 trong chiếc Tiger II của mình.
Tiger II cũng có mặt tại Cuộc tấn công Ardennes tháng 12 năm 1944, các cuộc tấn công Vistula–Oder và Đông Phổ của Liên Xô tháng 1 năm 1945, Chiến dịch Mùa xuân Tỉnh thức của Đức tại Hungary tháng 3 năm 1945, Trận Seelow Heights tháng 4 năm 1945, và cuối cùng là Trận Berlin ở cuối cuộc chiến.
Chiến dịch cuối cùng mà Tiger II tham gia tiến công quy mô lớn là Chiến dịch Wisla-Oder, với kết quả là một thất bại nặng nề tại trận Kielce-Khmielnik, gần ngôi làng Lisow trước Quân đoàn xe tăng cận vệ số 4 của Liên Xô. Ngày 13/1/1945, Tiểu đoàn tăng hạng nặng số 424 (tiền thân của nó chính là Tiểu đoàn tăng hạng nặng số 501) có trong trang bị 23 xe tăng Tiger II và 29 xe tăng Tiger I đã tấn công từ Khmielnik ở phía Nam và từ khu vực gần Kielce về phía bắc, ngoài ra tiểu đoàn 424 còn được yểm trợ bởi 13 xe tăng Panther từ Sư đoàn xe tăng số 16. Lữ đoàn xe tăng cận vệ số 61 của Liên Xô đã huy động 40 xe tăng T-34/85 chặn đánh ở làng Lisow. Ngay từ trước khi trận đánh diễn ra, nhược điểm về kích thước của Tiger phát tác: một xe Tiger I rơi xuống sông do cầu sập, vài xe khác bị sa lầy trong các vũng bùn. Các xe tăng T-34/85 đã ngụy trang khéo léo, chờ đến khi xe tăng Đức vào phạm vi 150 mét thì mới nổ súng, phá hủy ngay lập tức 4 chiếc Tiger và phá hủy tiếp 9 chiếc khác sau đó, khiến quân Đức phải rút lui. Sau thất bại của cuộc tấn công đầu tiên, người Đức huy động 30 xe Tiger (một nửa trong số đó là Tiger II) và 13 xe tăng Panther để tấn công lần nữa. Bất chấp việc quân Đức có ưu thế vượt trội (40 xe tăng hạng trung Liên Xô phải chống lại 43 xe tăng hạng nặng Đức), các xe T-34-85 sử dụng ưu thế cơ động đã liên tục di chuyển giữa những ngôi nhà đang cháy, và tiếp tục bắn vào xe tăng Đức ở cự ly gần. Đến 6 giờ tối, trận đánh kết thúc. Quân Đức tổn thất nặng với 7 chiếc Tiger I, 5 chiếc Tiger II và 5 xe tăng Panther đã bị phá hủy hoặc bị bỏ lại, nhiều xe khác bị hỏng nặng nhưng được kéo về. Tổng cộng trong 2 đợt tấn công thất bại, phía Đức đã mất ít nhất 35 xe tăng các loại, gồm phần lớn là Tiger I và Tiger II. Trong khi đó, Liên Xô chỉ tổn thất 11 xe tăng T-34/85 bị phá hủy và 11 chiếc khác bị hư hại nhưng có thể sửa lại (số xe hỏng được sửa chữa lại vào ngay hôm sau). Tiểu đoàn tăng hạng nặng số 424 gần như bị xóa sổ sau thất bại này, cả tiểu đoàn trưởng cũng tử trận

## Những chiếc còn lại

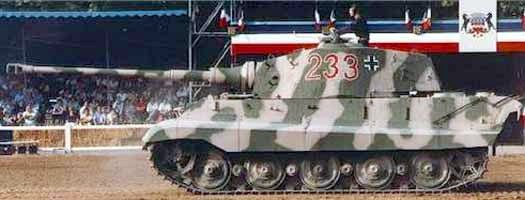
Tiger II trình diễn hoạt động tại Musée des Blindés

Phiên bản duy nhất có thể hoạt động được trưng bày tại Musée des Blindés, Saumur, Pháp. Nó có tháp pháo do Henschel sản xuất và cho phép công chúng chiêm ngưỡng. Những chiếc còn lại gồm:

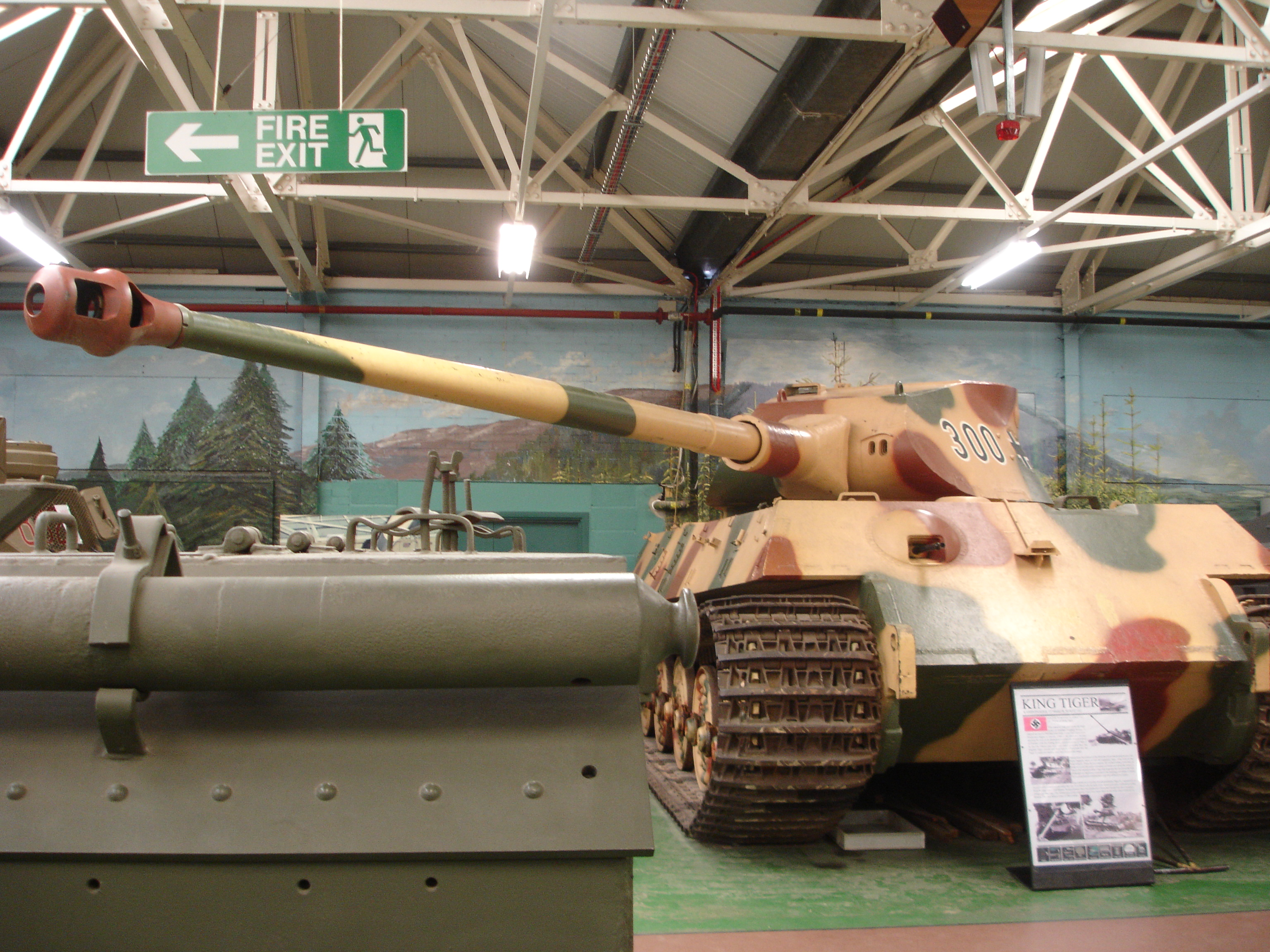
Tiger II tại Bảo tàng xe Tăng Bovington

- Bảo tàng xe Tăng Bovington, Dorset, Anh. Tiger II (tháp pháo giai đoạn sản xuất ban đầu) được trưng bày bên trong và công chúng được tham quan khi trả phí vào cửa. Chiếc xe này là nguyên mẫu thép mềm thứ hai được sản xuất và không tham gia phục vụ.
- Bảo tàng xe Tăng Bovington. Tiger II (tháp pháo sản xuất) – mượn từ Viện Quốc phòng, Shrivenham. Xem bên dưới.
- Viện Quốc phòng Anh Quốc, Shrivenham, Anh. Tiger II (tháp pháo sản xuất) trong bộ sưu tập quân đội không cho công chúng tham quan. Chiếc xe này thuộc SS s.PzAbt. 501, với số thân 280093, số tháp pháo 104, và có lớp phủ Zimmerit toàn bộ.[55] Nó được tuyên bố là chiến công Trung sĩ Roberts thuộc Tiểu đội A, 23rd Hussars, Sư đoàn Thiết giáp số 11 trong một xe tăng Sherman gần Beauvais, dù nó đã không thể hoạt động và bị kíp lái bỏ lại sau khi hỏng xích và hệ thống lái.[56] Có một bức ảnh nổi tiếng thể hiện chiếc xe này sau trận đánh cuối cùng của nó trong một cánh đồng củ cải với tháp pháo quay 90°.[57] Chiếc xe tăng này hiện được trưng bày tại Bảo tàng xe Tăng Bovington. Nó không có động cơ.
- Bộ sưu tập Wheatcroft, Leicestershire, Anh Quốc. Một nhà sưu tập tư nhân, Wheatcroft chuẩn bị khởi động dự án khôi phục/chế tạo lại một chiếc Tiger II hoàn chỉnh. Dự án sẽ gồm các chi tiết từ nhiều chiếc Tiger II khác nhau, nhưng nhiều chi tiết sẽ là sản xuất mới. Wheatcroft đã tuyên bố rằng ông có 70–80% phụ tùng gốc cần thiết cho việc tái chế một chiếc và nhiều chi tiết khác vẫn được cung cấp liên tục. Những chi tiết đã được biết và được trưng bày gồm một tấm giáp trước hoàn chỉnh, súng chính 8.8 cm KwK 43, các tấm sàn động cơ, xấp xỉ 1/3 thân (sau) thành một phần, một bộ xích, và xấp xỉ 2/3 tấm thân trái thành hai phần.[58] Mục tiêu của dự án là một chiếc Tiger II hoàn chỉnh có thể hoạt động.

- Musée des Blindés, Saumur, Pháp. Một chiếc Tiger II (tháp pháo sản xuất) trong tình trạng có thể hoạt động.
- Mantes-la-Jolie, Pháp. Một chiếc Tiger II (tháp pháo sản xuất) ít nhiều kém đầy đủ hơn, nhưng đã hư hại, được chôn tại đường 913. Các phần của tháp pháo đã được phát hiện trong một cuộc khai quật thử giới hạn năm 2001. Việc tiếp tục khai quật hiện đang gặp trở ngại vì các lý do tài chính. Có các kế hoạch khai quật toàn bộ và khôi phục chiếc Tiger II cho đài tưởng niệm trận Vexin.[59]
- Kubinka Tank Museum, Nga. Tiger II (tháp pháo sản xuất) với số tháp pháo 002 (502) bị Hồng quân chiếm được tại Oględów. Bảo tàng được mở cho công chúng với các giới hạn. Các du khách nước ngoài phải có giấy phép viếng thăm trước ba tuần.

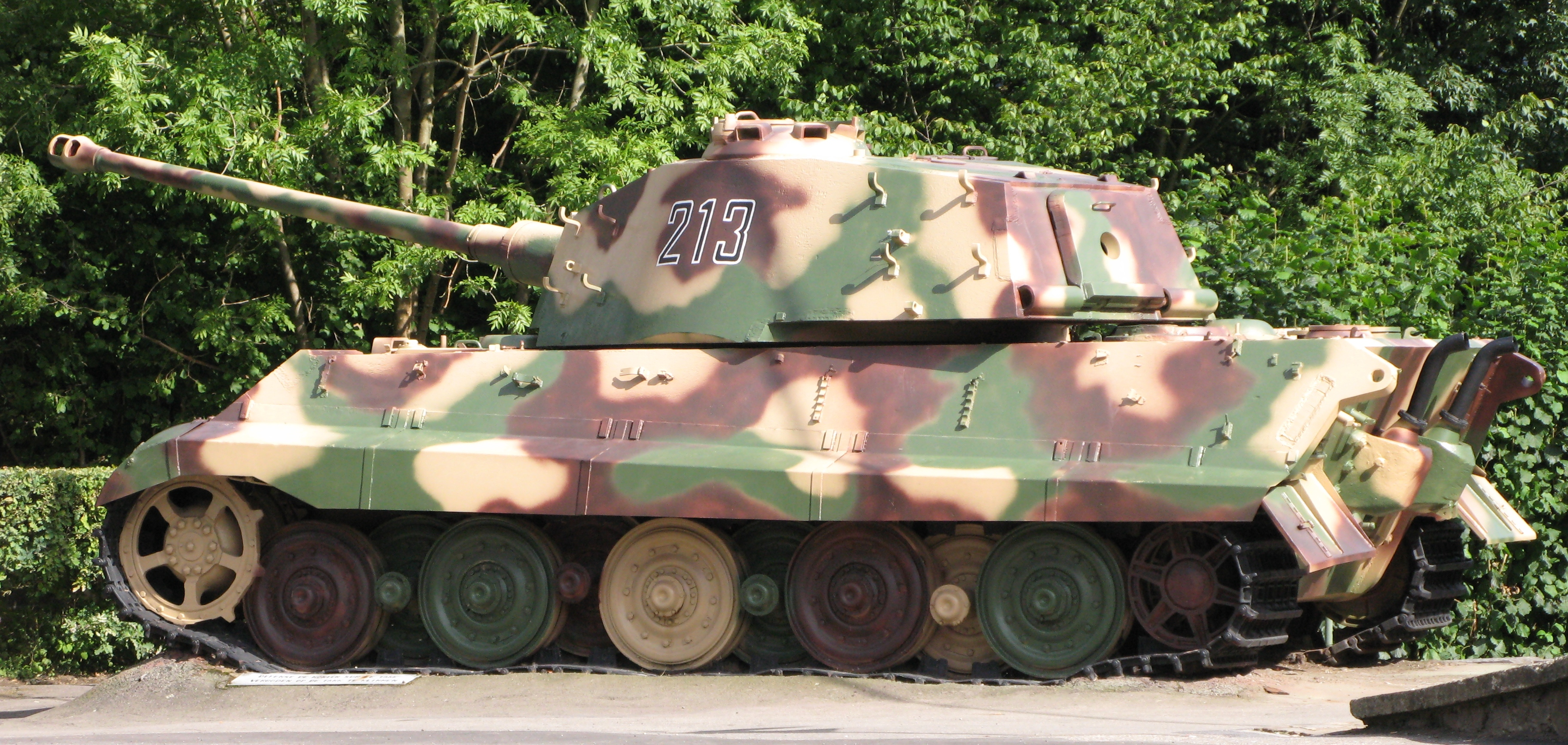
King Tiger tại La Gleize.

- Bảo tàng tháng 12 44, La Gleize, Bỉ. Một chiếc Tiger II (tháp pháo sản xuất) đã được khôi phục được trưng bày ngoài trời và công chúng có thể tới thăm. Số thân 280273, được chế tạo tháng 10 năm 1944. Số tháp pháo 213 thuộc s.SS Pz.Abt 501. Chiếc xe tăng này bị bỏ lại ở La Gleize ngày 24 tháng 12 năm 1944. Phần phía trước, khoảng 1/3 nòng súng được khôi phục bằng một nòng súng Panther và một đai súng. Nó cũng có các tấm chắn bùn được làm lại. Nó bị dỡ bỏ mọi thiết bị bên trong và bên ngoài và hầu hết các thanh xoắn đã bị gãy, nhưng nó vẫn còn hộp số và động cơ.
- Deutsches Panzermuseum, Munster, Đức. Tiger II (tháp pháo sản xuất) được trưng bày bên trong nhà và công chúng được tham quan với vé vào cửa. Số thân 280101. Số tháp pháo 121 thuộc s.SS.Pz.Abt 501.

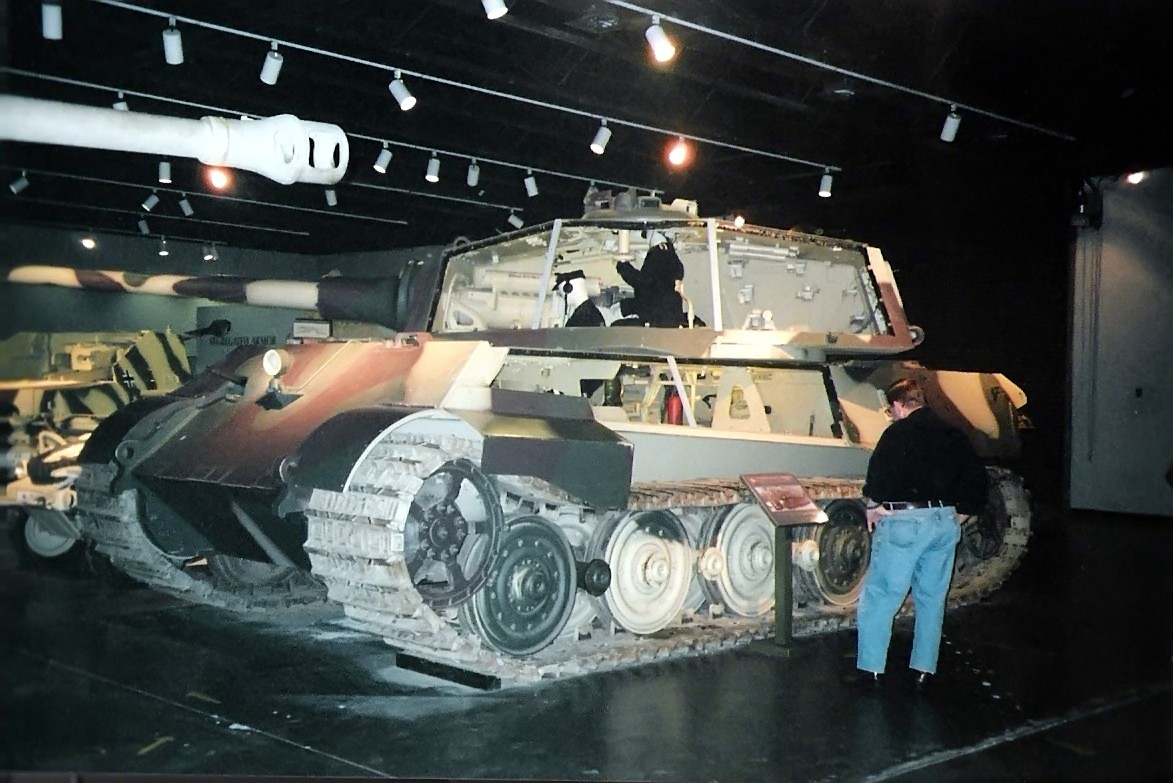
King Tiger tại Bảo tàng Kỵ binh và Thiết giáp Patton.

- Bảo tàng Kỵ binh và Thiết giáp Patton, Fort Knox, Hoa Kỳ. Tiger II (tháp pháo sản xuất). Số thân 280243, được chế tạo tháng 9 năm 1944. Số tháp pháo 332 thuộc SS s.PzAbt. 501. Bị bỏ lại gần Trois-Ponts, nó bị quân đội Mỹ bắt được ngày 24 tháng 12 năm 1944. Phía trái bị cắt mở để phục vụ giáo dục tại Aberdeen Proving Ground từ cuối thập niên 1940.
- Schweizerisches Militärmuseum Full, Thuỵ Sĩ. Chiếc Tiger II (tháp pháo sản xuất) này ban đầu được trưng bày tại Bảo tàng xe Tăng Thun, và hiện được cho Schweizerisches Militärmuseum Full mượn (tháng 9 năm 2006). Nó sẽ được khôi phục hoàn toàn tới trạng thái hoạt động được trong một dự án dài hạn. Chiếc tăng này được Pháp trao cho Thuỵ Sĩ sau cuộc chiến. Số thân 280215 thuộc s.H.Pz.Abt 506.[60]